# Gus Grissom
Virgil Ivan „Gus“ Grissom (* 3. April 1926 in Mitchell, Indiana; † 27. Januar 1967 in Cape Canaveral, Florida) war ein US-amerikanischer Astronaut. Er war nach Alan Shepard der zweite US-Amerikaner und dritte Mensch im Weltraum und auch der erste Mensch, der zweimal in den Weltraum reiste. Gus Grissom kam bei einem Test des Raumschiffs Apollo 1 ums Leben.

## Frühe Jahre
Gus Grissom wuchs mit seinen zwei jüngeren Brüdern Norman und Lowell sowie seiner jüngeren Schwester Wilma bei seinen Eltern Dennis und Cecile Grissom in seiner Geburtsstadt Mitchell, Indiana auf. Die Stadt liegt etwa zehn Kilometer südlich von Bedford im südlichen Zentralteil des US-amerikanischen Bundesstaates Indiana. Sein Vater arbeitete zu diesem Zeitpunkt bei der Baltimore and Ohio Railroad. Von früher Jugend an wollte Grissom Pilot werden und interessierte sich daher auch verstärkt für die naturwissenschaftlichen Schulfächer Mathematik und Physik, privat baute er damals schon kleine Modelle von Flugzeugen aus Balsaholz und besaß einen IQ von 145. Er war sehr sportlich und spielte schon in der Schule aktiv und erfolgreich Basketball und Handball. Des Weiteren war er in seiner Jugend auch in der Pfadfinderbewegung (Scouting) aktiv.
Während des Besuchs der Mitchell High School lernte er seine zukünftige Frau Betty Moore kennen, die er am 6. Juli 1945 heiratete. Zu dieser Zeit war er Flugschüler bei den United States Army Air Forces, in die er 1944 eingetreten war. Nach dem Ende des Zweiten Weltkrieges erhielt er allerdings einen Schreibtischjob, den er unheimlich hasste, denn er wollte als Pilot fliegen, sodass er sich entschloss die Army Air Forces zu verlassen.
Im Jahr 1950 machte Grissom seinen Bachelor of Science in Maschinenbau an der Purdue University in West Lafayette (Indiana). Das Studium finanzierten er und seine Frau, indem Grissom nach dem Unterricht in einem Schnellrestaurant Hamburger zubereitete oder diverse Nebenjobs ausführte und seine Frau Betty als Telefonvermittlerin für Ferngespräche arbeitete. Einen zweiten Bachelor in Aeromechanik bekam er 1956 am Air Force Institute of Technology.

## Testpilot und Koreakrieg

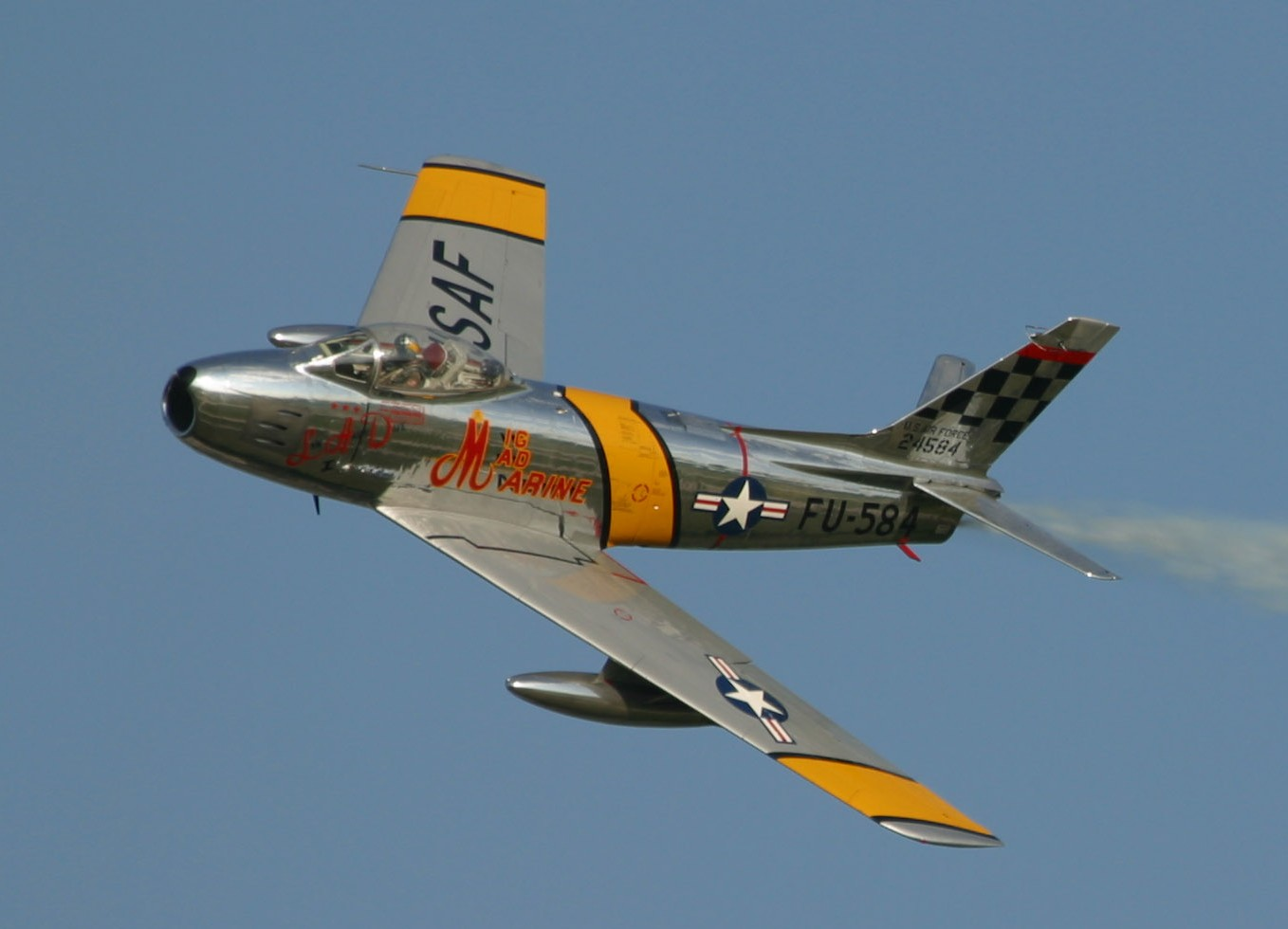
F-86

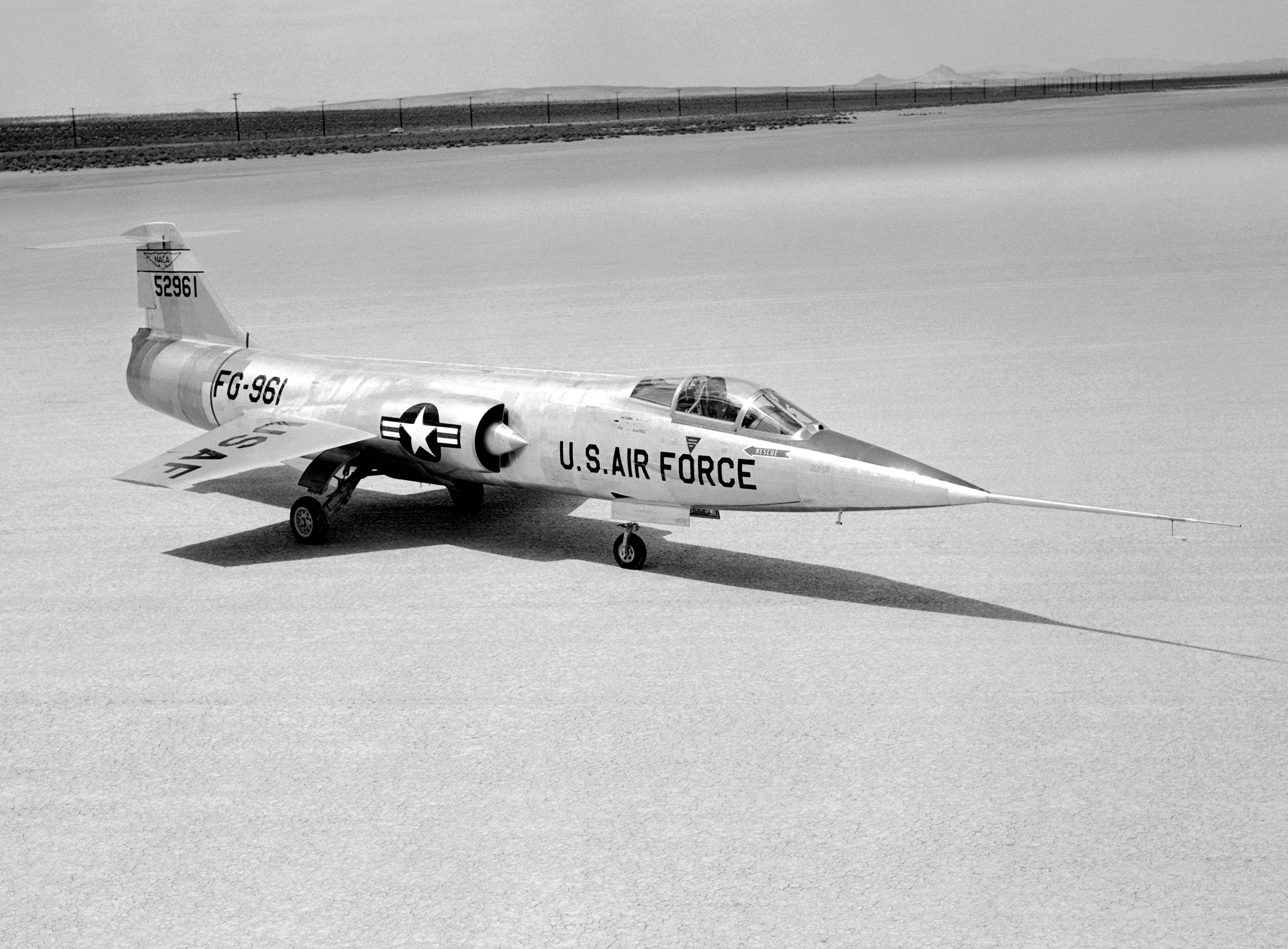
F-104A der USAF

Da Gus Grissom aber immer Testpilot werden wollte, trat er nach der erfolgreichen Beendigung seines Studiums wieder in die US Air Force ein und bestand die Pilotenprüfung an der Williams Air Force Base in Arizona. Ein knappes Jahr später wurde er zur 334th Fighter Squadron nach Korea abkommandiert, die auf der Kimpo Air Force Base stationiert war und später in Suwon, die nahe der damaligen Front lag. Dort flog er im Koreakrieg mit der North American F-86 in einem halben Jahr hundert Kampfeinsätze, die ein Jagdpilot dort bis zu seiner Ablösung in der Regel geflogen haben musste. Er selbst konnte keinen feindlichen Abschuss verzeichnen, war jedoch Flügelmann des Geschwaderkommandanten und wurde hoch ausgezeichnet, da er über überdurchschnittliches Fliegertalent verfügte.
In seiner Einheit war es üblich, dass die Piloten, die noch nie von einer MiG beschossen wurden, auf dem Transport zum Flugplatz im Bus stehen mussten. Grissom durfte sich schon nach seiner zweiten Mission hinsetzen, da er schon bei der ersten beschossen wurde.
Nach dieser Zeit arbeitete er als Flugausbilder, was nach seiner eigenen Aussage schwerer war, als in Korea gegen feindliche Jäger zu kämpfen. Er war auf der Craig Air Force Base in Alabama stationiert, daraufhin auf der Bryan Air Force Base in Texas und beendete 1957 seine Testpilotenausbildung an der Edwards Air Force Base. An der Wright-Patterson Air Force Base testete er daraufhin neue Kampfflugzeuge. Sein Lieblingsflugzeug wurde bei dieser Tätigkeit die Lockheed F-104.

## Das Mercury-Programm

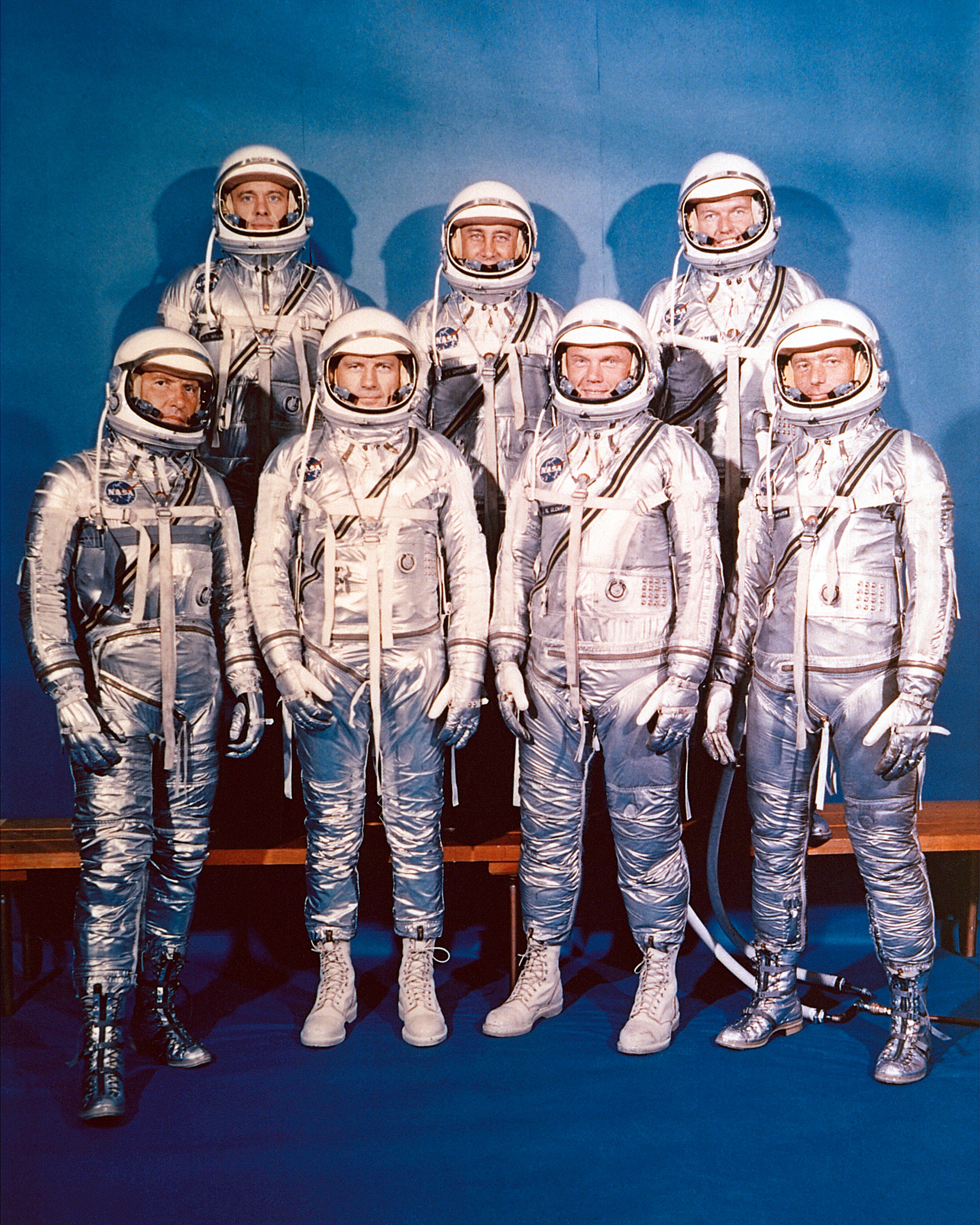
Die Mercury-Seven-Astronauten, Grissom in der hinteren Reihe in der Mitte

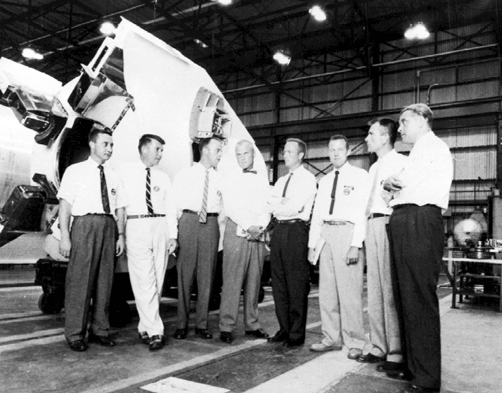
Wernher von Braun mit den 7 Mercury-Astronauten, Grissom ganz links

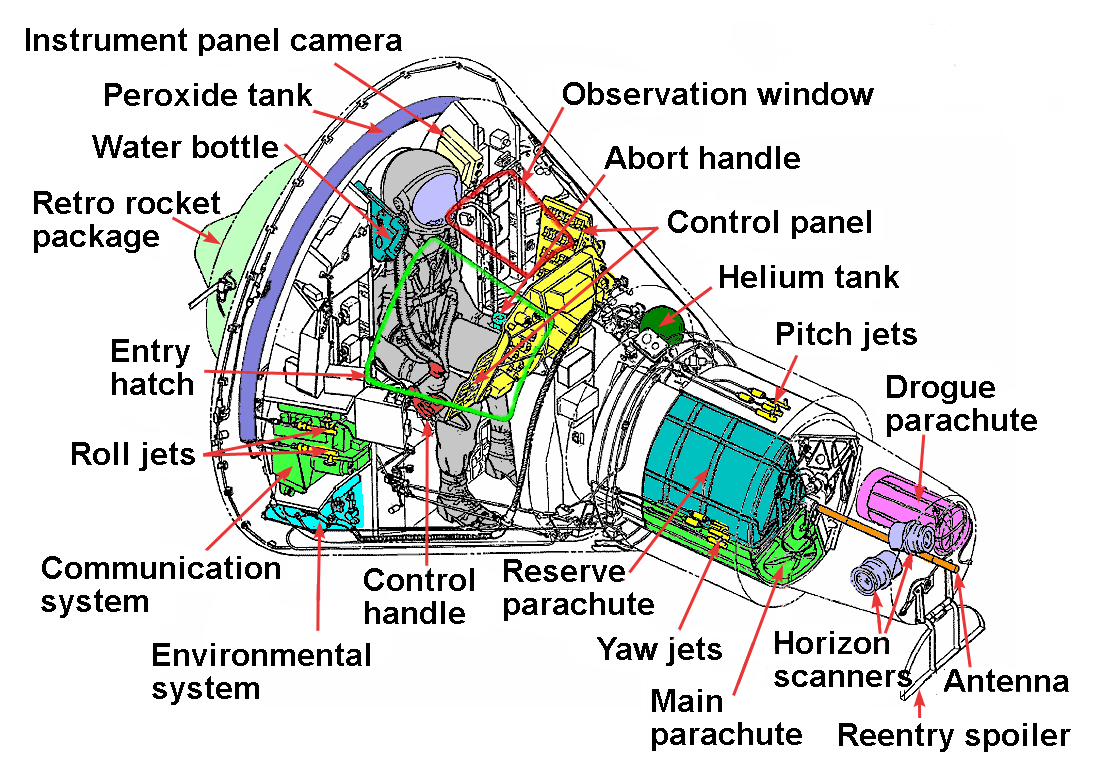
Das Innere eines Mercury-Raumschiffs

Kurz darauf erhielt Gus Grissom eine Top-Secret-Mitteilung, in der er aufgefordert wurde, in Zivilkleidung an einer bestimmten Adresse in Washington, D.C. zu erscheinen. Dort wurde ihm eröffnet, dass er zu den einhundertzehn Testpiloten gehöre, deren Auszeichnungen sie dazu befähige, mehr über das amerikanische Weltraumprogramm und im Besonderen über das Mercury-Programm zu erfahren.
Nach Grissoms eigener Einschätzung hätte er nie damit gerechnet, für das Programm ausgewählt zu werden, aber er entschloss sich trotzdem, einige der NASA-Tests mitzumachen. Nachdem Ärzte festgestellt hatten, dass Gus Grissom an Heuschnupfen litt, schied er fast aus dem Programm aus. Er konnte die Ärzte allerdings dahingehend überzeugen, dass es im All keine Pollen gäbe und somit seine Allergie ihn nicht an einem Weltraumflug hindern würde.
Von allen Tests empfand er die psychologischen Tests als größte Belastung, er selbst nannte später in einem Buch die Psychologen abwertend Schrumpfköpfe, wohingegen ihm die physischen Tests, die an die Grenze der Kraft eines Menschen gingen, eher weniger ausgemacht haben.
Am 13. April 1959 wurde die erste amerikanische Astronautengruppe, unter ihnen Gus Grissom, ausgewählt. Die anderen sechs Astronauten waren: Scott Carpenter, Gordon Cooper, John Glenn, Walter Schirra, Alan Shepard und Deke Slayton. Sie wurden als die Mercury Seven quasi über Nacht weltweit bekannt und berühmt, da die NASA mit großem Presserummel ihre ersten Astronauten der Öffentlichkeit vorgestellt hatte.
Grissom war der kleinste aus der Astronautengruppe, konnte sich jedoch jederzeit mit den anderen Astronauten messen. Gus Grissom zog daraufhin mit seiner Familie (er hatte mittlerweile zwei Söhne) auf die Langley Air Force Base nach Virginia um. Die nächsten Jahre waren ausgefüllt mit weltweiten Trainingsflügen, Überlebenstraining, Planungsarbeiten und viel Pressearbeit. Ein 16-Stunden-Tag war die Regel. Grissom bekam als Spezialgebiet das neue Drei-Achsen-Steuersystem des Mercury-Raumschiffs zugewiesen.

### Mercury-Redstone 4 –Liberty Bell 7

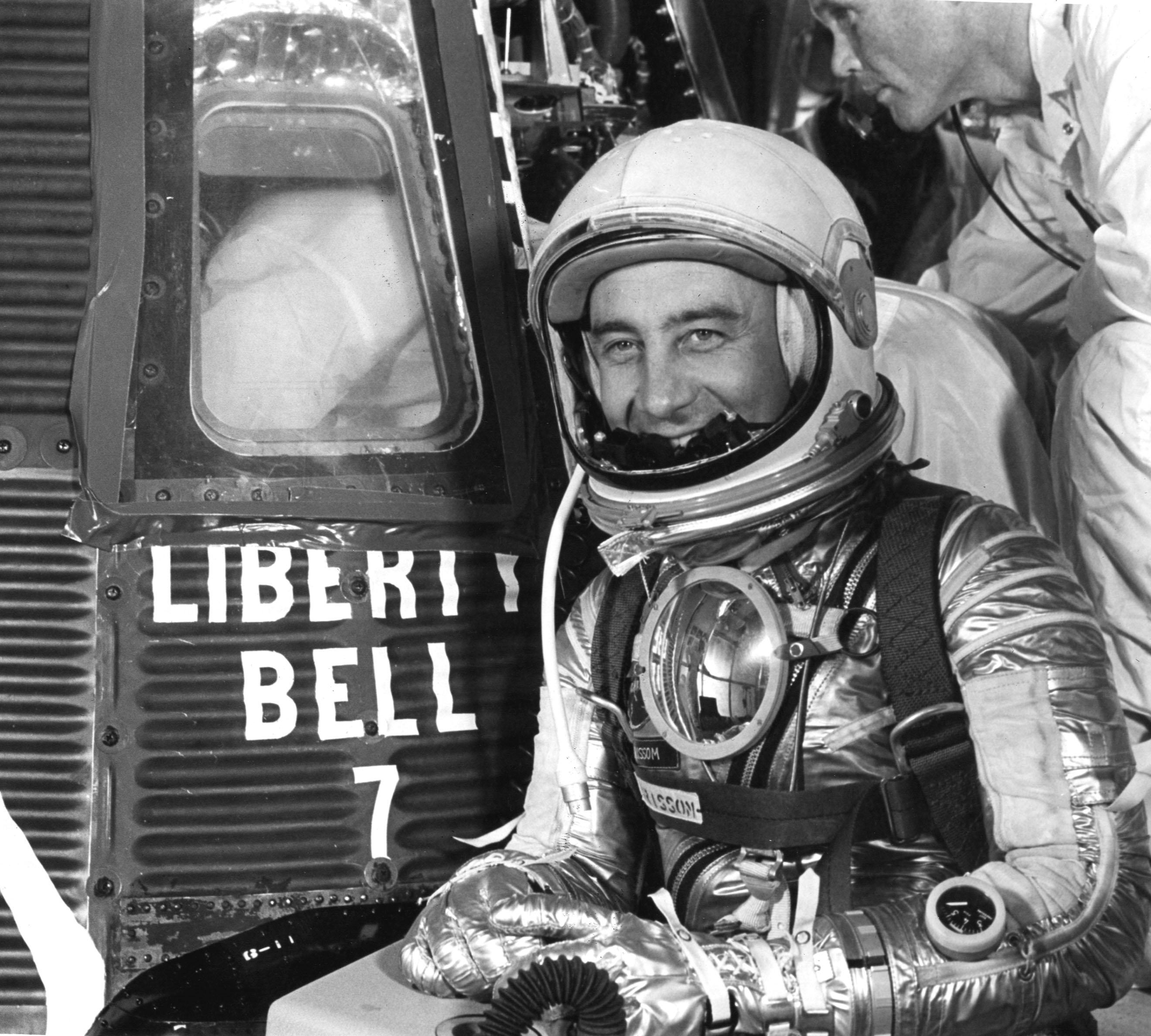
Grissom vor der Liberty Bell 7

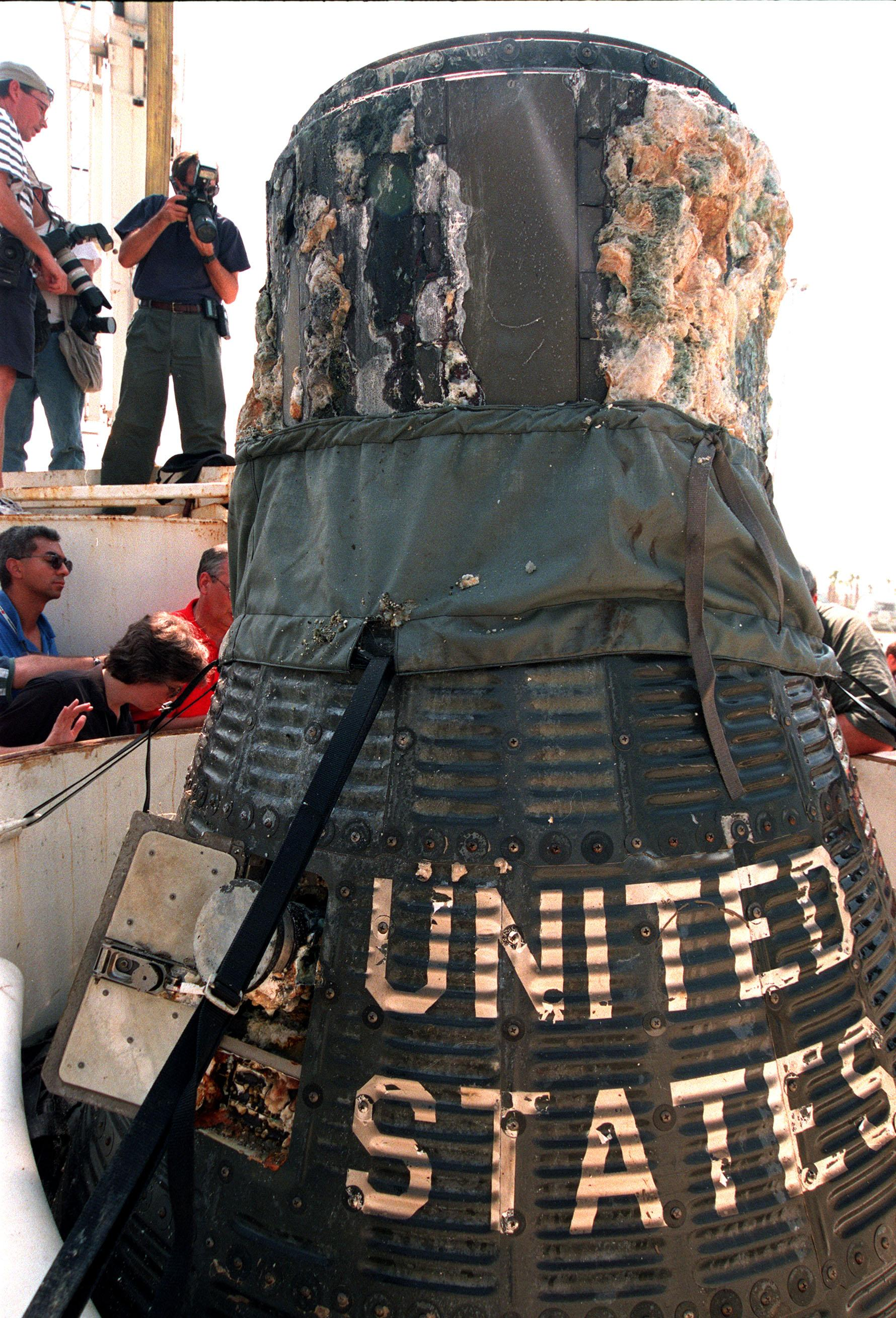
Liberty Bell 7 nach der Bergung 1999 durch Curt Newport

Der Konkurrenzkampf mit der Sowjetunion um die Eroberung des Weltraums begann durch den Satelliten Sputnik und wurde durch Gagarins ersten Weltraumflug am 12. April 1961 noch weiter verschärft. Grissom selbst wurde für den zweiten bemannten Mercury-Flug ausersehen. Da das Raumschiff wie eine Glocke aussah, taufte Gus Grissom es Liberty Bell 7. Im Gegensatz zur ersten Mercury-Mission von Alan Shepard wurde das Raumschiff etwas modifiziert. Ein größeres Fenster, das schon vor Shepards Flug in Planung gewesen war, wurde eingebaut. Installiert wurden auch eine Sprengluke, die es dem Astronauten erleichtern sollte, die Landekapsel schneller und einfacher zu öffnen, ein neues Armaturenbrett, eine neue Steuerung des Raumschiffes und ein neuer Raumanzug mit anderen Mikrophonen und größerem Nylonanteil. Gleichzeitig wurden neue Raketen für die Bergungsmannschaft an Bord der Liberty Bell 7 eingebaut. Diese Änderungen waren Forderungen der Astronauten gegenüber der NASA und deren Technikern gewesen. Grissom verbrachte deshalb auch viel Zeit bei der Montage des Raumschiffs im Werk von McDonnell in St. Louis und kümmerte sich persönlich um Detailfragen.
Am 21. Juli 1961 beim zweiten Startversuch des Wetters wegen, startete Gus Grissom in seine erste Weltraummission Mercury-Redstone 4 nach drei Countdown-Stopps, die durch einen falsch angebrachten Sprengbolzen der Luke, durch das Löschen der Scheinwerfer und durch kurzfristige Wolkenbildung bedingt waren. Der Start zu diesem suborbitalen Flug mit der von Chrysler gebauten Redstone-Rakete verlief problemlos. Der Wiedereintritt in die Erdatmosphäre erfolgte mit über 11 g. Nach einem ballistischen Flug, bei dem das erste Mal ein Astronaut die Bremsraketen des Raumschiffs von Hand zündete, öffnete sich der Landefallschirm und Liberty Bell 7 landete im Atlantik.
Gus Grissom bereitete den Ausstieg aus der Landekapsel vor, indem er seinen Helm öffnete, den Sauerstoffschlauch und die Sicherheitsgurte entfernte. Danach schaltete er den Absprengmechanismus der Luke scharf. Nach Absprache mit dem Rettungshubschrauber Hunt Club wartete Grissom darauf, dass dieser die Kapsel bergen würde. In der Zwischenzeit notierte er die Stellungen der Hebel und Knöpfe am Armaturenbrett, da Alan Shepard dies bei seinem Flug vergessen hatte.
Plötzlich jedoch explodierte der Lukensprengsatz, und sofort drang Wasser in das Innere der Liberty Bell 7. Instinktiv verließ er sofort die sinkende Landekapsel unter Zurücklassung aller Utensilien. Durch das eindringende Wasser wurde die Kapsel immer schwerer und der Helikopter wurde über seine Belastungsgrenze gefordert, sodass er das schon angebrachte Rettungsseil kappen musste und die Liberty Bell 7 im Meer versank.
Grissoms Raumanzug füllte sich immer mehr mit Wasser, da er das Anschlussloch für den Sauerstoffschlauch nicht verschlossen hatte. Zusätzliches Gewicht hatte er auch dabei, da er etliche Souvenirs im linken Hosenbein seines Raumanzuges mit auf seinen Flug genommen hatte, unter anderem zwei Rollen 50-Cent-Stücke für die Kinder von Freunden, drei Dollarnoten, ein paar Miniaturmodelle des Raumschiffs und zwei Pilotenabzeichen. Durch Winken der Arme versuchte er Hilfe von den Hubschraubern zu erhalten, die Besatzungen deuteten es aber erst als Grußwinken Grissoms und winkten ihm freundlich zurück. Ein zusätzlicher Rettungshubschrauber bewahrte ihn dann aber vor dem Ertrinken und zog ihn an Bord, wobei Grissom in Panik und unter körperlicher Erschöpfung die Bergungsschlinge falsch herum angelegt hatte. Auf dem Weg im Hubschrauber zum Bergungsflugzeugträger legte er sofort eine Schwimmweste an, da er Angst hatte, wieder im Wasser zu landen, wenn der Hubschrauber Probleme hätte. An Bord des Flugzeugträgers überreichte ihm dann ein Offizier seinen Helm, der aus der sinkenden Kapsel herausgeschwommen sein musste und von der Besatzung eines Zerstörers geborgen worden war.
Nach Grissoms eigener Aussage und Aussagen der NASA-Techniker lag ein Defekt im System vor, sodass die Luke vorzeitig abgesprengt wurde. Grissom hat den Verlust der Landekapsel nie überwunden. Auch wenn der Verdacht auf ein Fehlverhalten seinerseits nie zweifellos ausgeräumt werden konnte, blieb er doch weiter ein angesehenes Mitglied der Astronautengruppe.
Als aktuelle Theorie für den Hergang des Unglücks gilt folgende, jedoch wie alle anderen, unbewiesene Variante: Grissom beobachtete während des Sinkflugs ein Loch in einem der Fallschirme, das in etwa der Größe der äußeren Abdeckung des Auslösers für die Sprengbolzen der Tür entsprach. Man nimmt an, dass sich eine Leine des Fallschirms oder der Leuchtboje in dem Hebel verfangen haben könnte und ihn nach der Landung auslöste. Diese Theorie wird auch dadurch gestützt, dass John Glenn, Walter Schirra und Gordon Cooper leichte Verletzungen an ihrem Handgelenk trugen, nachdem sie die Sprengluke geöffnet hatten. Grissom hatte diese Verletzungen nicht, und Scott Carpenter verließ die Kapsel, ohne die Luke abzusprengen, durch das Recover-Compartment an der Spitze des Raumschiffs.
Grissom machte nach der Mission den Vorschlag, dass Taucher an Bord der Bergungshubschrauber sein sollten, die die Kapsel mit Auftriebskörpern sichern sollten. Dieser Vorschlag wurde seitens der NASA beim Gemini-Projekt angenommen und bis zum Ende der Apollo-Missionen ausnahmslos angewandt, da bis dahin alle Raumschiffe im Meer landeten. Erst mit der Einführung des Space Shuttles bei der Mission STS-1 unter dem Kommando von Grissoms Freund John Young wurde auf Wasserungen verzichtet, da dieser Raumschifftyp in der Lage ist, wie ein Flugzeug auf einer Landebahn zu landen. Mit Einführung des Raumschiffes Orion könnte eine Wasserung der Kapsel wieder wahrscheinlich werden.
Grissom bastelte zu der Zeit zusammen mit John Glenn den ersten Urinbeutel der NASA aus Kondom, Gummischlauch und Plastiktüte.
Grissom war darauf bei mehreren Mercury-Missionen Verbindungssprecher (Capcom).

#### Späte Bergung derLiberty Bell 7
Erst 1999 wurde die Liberty Bell 7 aus dem Atlantik geborgen. Curt Newport, ein engagierter Unterwasserroboterpilot, hatte die Idee zur Bergung der Kapsel schon Anfang der 1980er-Jahre gehabt, hatte sein ganzes Vermögen in die Recherche gesteckt und nach langem vergeblichen Suchen den Discovery Channel für die Finanzierung der Bergungsmission begeistern können. Als Berater half ihm der ehemalige Astronaut Tom Stafford.
Teile des Films, den Grissom an Bord gemacht hatte, wurden seitens des Bergungsfinanziers als Souvenir in Acrylglas gegossen und daraufhin verkauft. Es existieren genau 1000 dieser Acrylglassouvenirs.
Die Bergung der Kapsel war die bisher teuerste kommerzielle Bergung aus der Tiefsee, da die Mercury-Kapsel fast 6000 Meter tief auf dem Grund des Atlantiks lag. Bemerkenswert ist, dass die Kapsel überhaupt in dieser Tiefe entdeckt werden konnte, zumal andere, wesentlich größere Objekte in deutlich geringerer Wassertiefe wie die Titanic erst nach sehr langer Suche entdeckt werden konnten.

## Das Gemini-Programm
Als Weiterführung des Mercury-Programms war von der NASA ein Programm geplant, das mit einer Titan-II-Rakete ein mit zwei Astronauten besetztes Raumschiff in den Weltraum bringen würde. Es sollten zudem Außenbordeinsätze und Andockmanöver für die zukünftige Mondlandung geübt werden. Dies war das Gemini-Programm.
Die Ausbildung für das Gemini-Programm war im Gegensatz zur Mercury-Ausbildung deutlich verschärft worden. Es waren ja nun nicht mehr reine Passagiere der Raumschiffe gefragt. Die Gemini-Raumschiffe mussten gesteuert und an andere Raumschiffe angekoppelt werden, weiterhin waren Außenbordeinsätze geplant. Zudem mussten sich die angehenden Astronauten mit wesentlich mehr Trägerraketen vertraut machen, da auch schon das Folgeprojekt, das Apollo-Programm, in der Planung war. So wurden nacheinander die einzelnen Werks- und Montagestätten sowie die Startrampen für die Titan-, Atlas-, Agena- und Saturn-Raketen besucht. Außerdem standen wissenschaftliche Schulungen auf dem Programm, da während der Raumflüge auch Forschungsarbeiten durchgeführt werden mussten.
Da die NASA ein neues Weltraumzentrum in der texanischen Stadt Houston plante, zog die Familie Grissom in die Nähe nach Timber Cove.

### Gemini 3 –Molly Brown

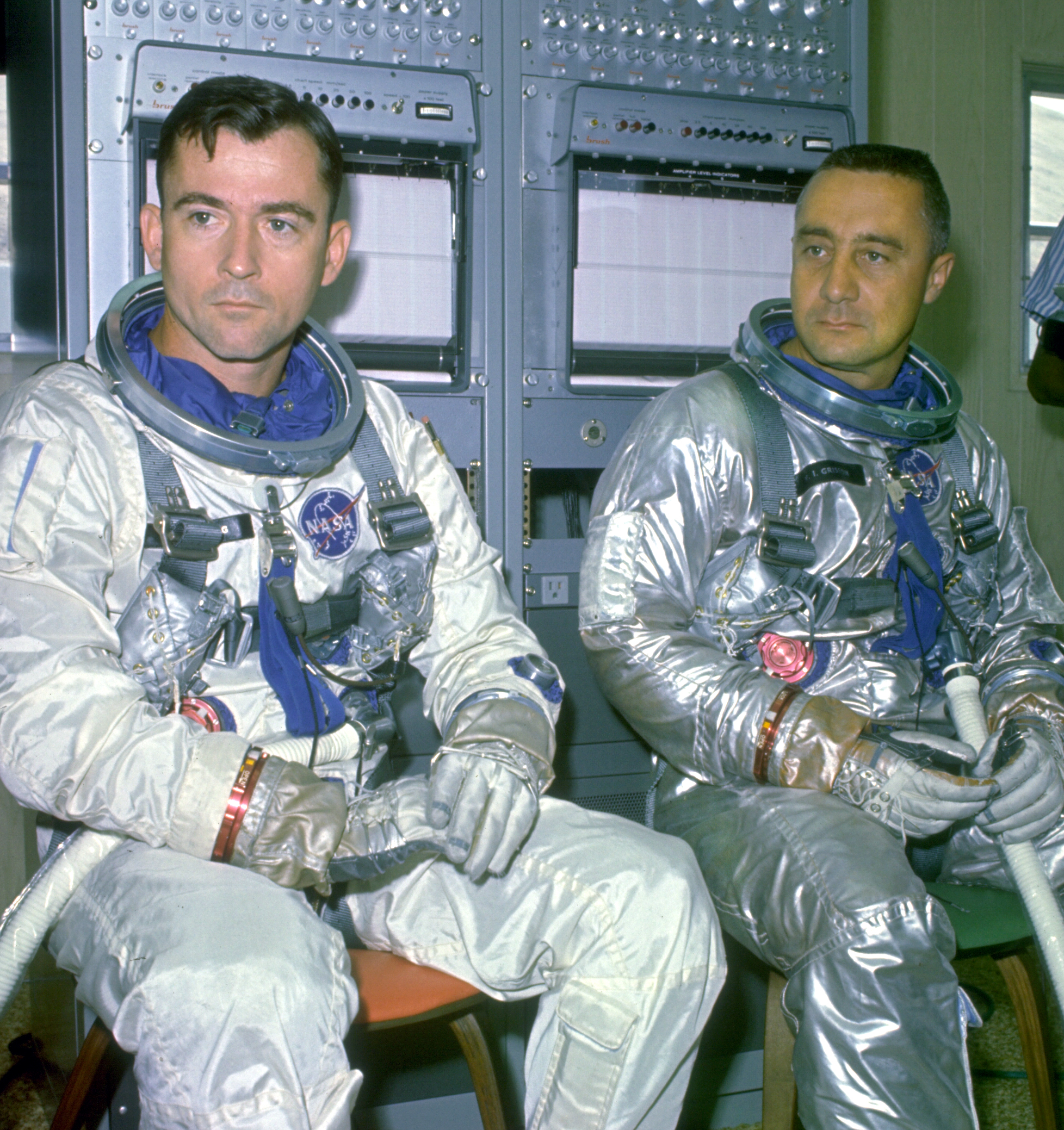
Gemini 3 – John Young (links) und Virgil Grissom, aufgenommen bei Gemini 6

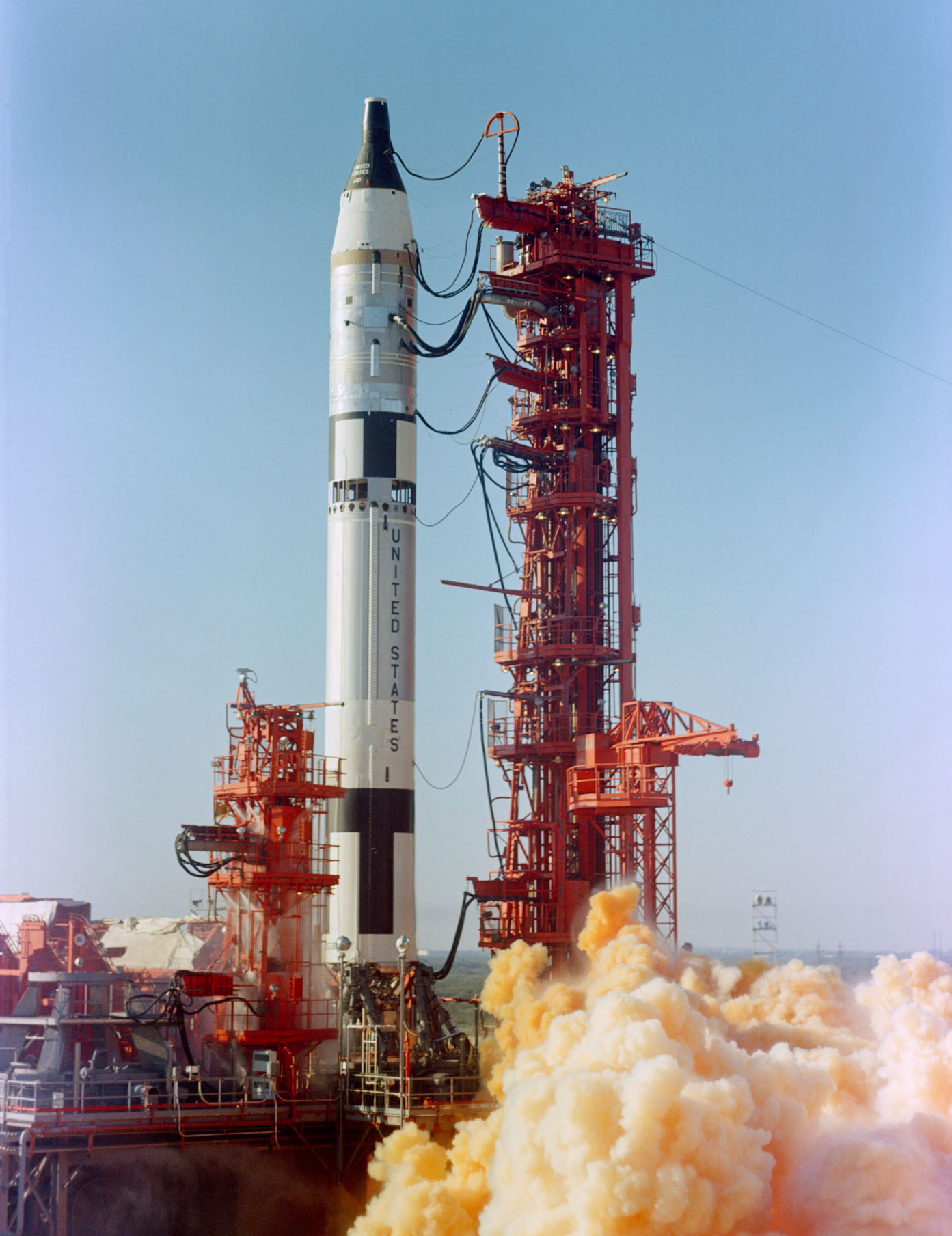
Start von Gemini 3

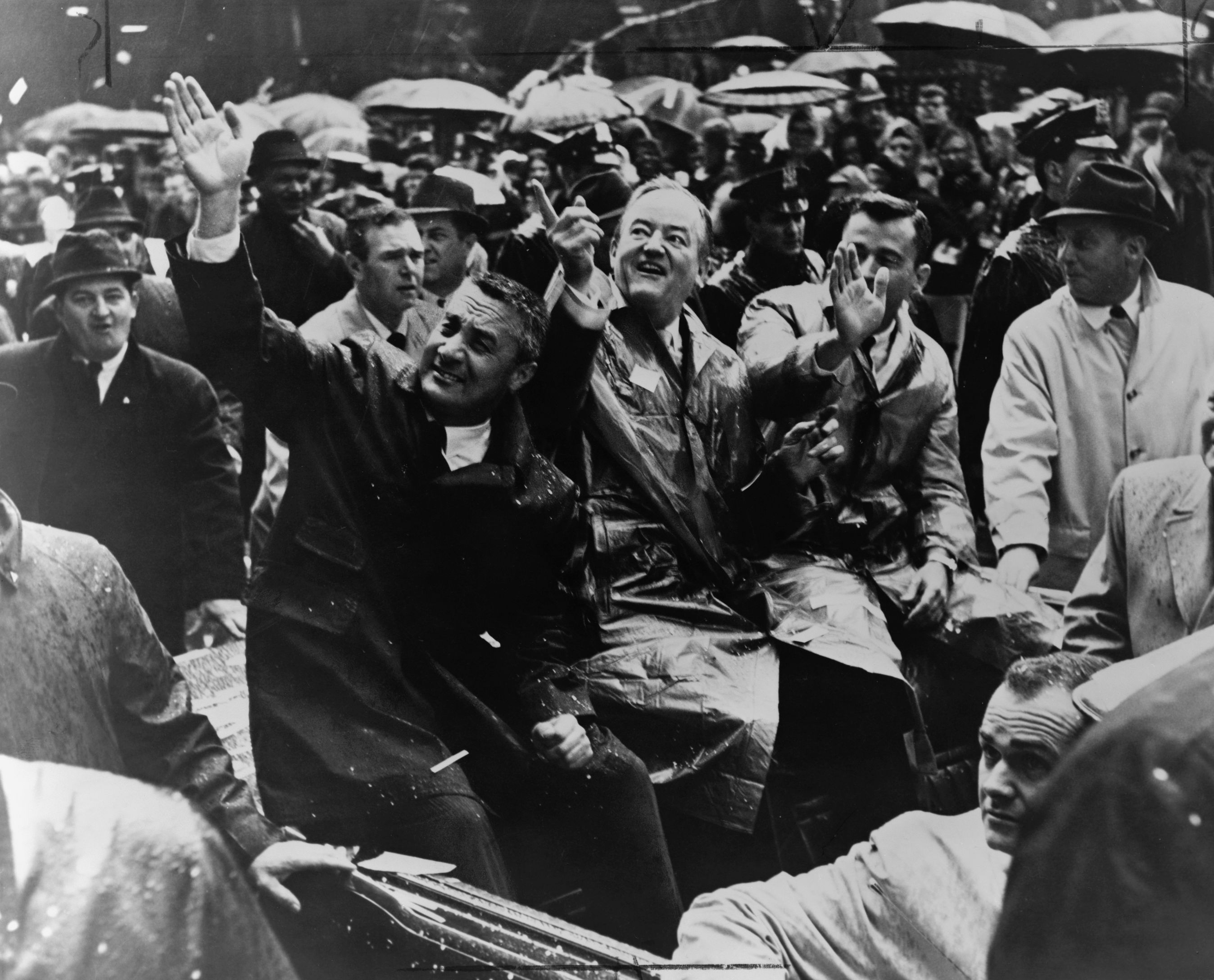
Grissom und Young mit US-Vizepräsident Humphrey bei der Parade in New York

Gus Grissom ging als gelernter Testpilot völlig im Gemini-Programm auf, da das Gemini-Raumschiff im Gegensatz zum Mercury-Raumschiff von einem Piloten geflogen werden musste. Für den ersten bemannten Gemini-Flug wurde Alan Shepard ausgesucht. Grissom war der Ersatzmann. Als Shepard jedoch erkrankte, wurde Gus Grissom die Ehre zuteil, Kommandant der Mission Gemini 3 zu sein. Sein Pilot wurde John Young, der erste Astronaut der zweiten Auswahlgruppe von 1962, der in den Weltraum fliegen durfte, da er den Astronauten Tom Stafford ersetzte, der ursprünglich mit Shepard fliegen sollte. Stafford und Grissom harmonierten nicht wie erwartet, sodass man auf Young zurückgriff.
Den Namen Molly Brown für das Gemini-3-Raumschiff leitete Gus Grissom vom Broadway Musical The Unsinkable Molly Brown ab, um so humorvoll sein Trauma mit der gesunkenen Liberty Bell 7 aufzuarbeiten. Bei der NASA stieß dies nicht überall auf Verständnis. Man wollte sich weigern, den Namen zu akzeptieren, worauf die Astronauten gemeinsam provokant den Namen Titanic vorschlugen und man sich dann auf Molly Brown einigen konnte und Gemini 3 somit das vorerst letzte Raumschiff war, das aus diesem Grund von seinen Astronauten einen eigenen Namen bekam. Im Rahmen des Apollo-Programms ab der Mission Apollo 9 musste man Kommandokapsel und Mondlandefähre im Funkverkehr unterscheiden können, so dass wieder Namen für Raumschiffe vergeben wurden.
Liberty Bell 7 und Molly Brown waren die ersten Raumschiffe mit einem Doppelnamen, die NASA sollte nur noch zu den Missionen von Apollo 10, Apollo 12 und Apollo 14 in ihrer Geschichte Doppelnamen für Raumschiffe zulassen.
Am 23. März 1965 hob die Titan II mit der Molly Brown an der Spitze zu einem erfolgreichen Jungfernflug ab. Die Hauptaufgabe der Astronauten war es, das Raumschiff auf seine Weltraumtauglichkeit und Steuereigenschaften zu testen. Es war das erste Mal, dass ein Raumschiff Andock-, Rendezvous- und Wendemanöver im Weltraum testete, da das Gemini-Raumschiff viel beweglicher im Weltraum war als das Mercury-Pendant.
Zu Beginn des Fluges traten Probleme mit den Anzeigen der inneren Atmosphäre auf. Es stellte sich schnell heraus, dass es ein Anzeigefehler war und die Atemluft den in sie gesetzten Erwartungen entsprach.
Da die nächsten Missionen auf mehrere Tage ausgelegt waren, gehörte zu Grissoms und Youngs Aufgaben auch das Testen der neuen Weltraumverpflegung in Plastikbeuteln. Grissom, der das Essen schon in der Bodenstation gesehen und gekostet hatte, sagte vor dem Flug, dass er es nur zu sich nehmen würde, wenn nichts anderes an Bord wäre.
Young hatte dies mitbekommen, und als die Zeit im Weltall gekommen war, den Test durchzuführen, fragte er Grissom: „Wie wär’s mit einem Corned-Beef-Sandwich?“. Dabei holte er ein Sandwich der Lieblingsmarke von Grissom aus dem Raumanzug und reichte es ihm. Grissom biss genüsslich hinein, was die NASA-Offiziellen etwas aufbrachte, da die Sandwich-Krümel sich in der Schwerelosigkeit überall in der Molly Brown verteilten. Grissom beklagte sich beim Genuss des Sandwiches lediglich im Scherz darüber, dass kein Senf auf dem Sandwich sei. Nach drei kompletten Erdumkreisungen landete die Molly Brown.
Nach drei Erdumkreisungen wurden die Bremsraketen gezündet. Die Wasserung an Fallschirmen erfolgte in zwei Phasen, bei der die Landekapsel zuerst mit der Nase nach oben, dann mit der Nase schräg nach unten an den Fallschirmen hing. Beim Übergang von der einen Lage zur anderen wurden die beiden Astronauten gegen die Fenster geworfen. Youngs Helm wurde zerkratzt, Grissoms Visier brach sogar.
Bei diesem bemannten Jungfernflug hatte man jedoch den Luftwiderstand der Landekapsel von Seiten der NASA falsch berechnet, und so wasserte diese 84 Kilometer vom Zielpunkt entfernt, und es dauerte 30 Minuten, bis ein Bergungshubschrauber vor Ort war. Grissom weigerte sich so lange, die Luken zu öffnen, bis Taucher die Kapsel durch Bänder gesichert hatten, da er immer noch Angst hatte, dass die Molly Brown untergehen könnte, wie vorher die Liberty Bell 7 und somit wirklich zu einer Titanic geworden wäre. Durch das lange Schaukeln auf hoher See wurden beide Astronauten in der Kapsel seekrank.
Verbindungssprecher für diese Mission waren Grissoms langjähriger Freund aus Testpilotentagen und Mercury-Kamerad Gordon Cooper und aus der zweiten Astronautengruppe Edward White.
Beide Astronauten bekamen in den Straßen von New York bei regnerischem Wetter eine Konfettiparade in Anwesenheit des US-amerikanischen Vizepräsidenten Humphrey. Bis zu diesem Zeitpunkt hatten als Astronauten nur Alan Shepard und John Glenn dafür eine Parade bekommen.
Von dieser Zeit an verband Grissom und Young eine enge Freundschaft, die bis zum Tod von Grissom Bestand hatte.
Daraufhin war er Verbindungssprecher für die Missionen Gemini 4 und Gemini 5. Gus Grissom war auch weiterhin im Gemini-Programm beschäftigt. Unter anderem war er mit John Young als Ersatzmannschaft für die Gemini-6-Mission vorgesehen.

## Das Apollo-Programm
Während des Gemini-Programms gingen die Arbeiten hin zu einer erfolgreichen Mondlandung weiter. Gus Grissom wurde auch im Nachfolgeprojekt frühzeitig berücksichtigt und sollte dort die erste bemannte Apollo-Mission leiten und damit abermals Jungfernflieger der NASA werden.
In der Vorbereitung flog er unter anderem zusammen mit Roger B. Chaffee dabei eine Mission als Begleitflieger bei einer unbemannten Saturn-1B-Mission, um deren Start zu fotografieren.

### AS-204 (Apollo 1)

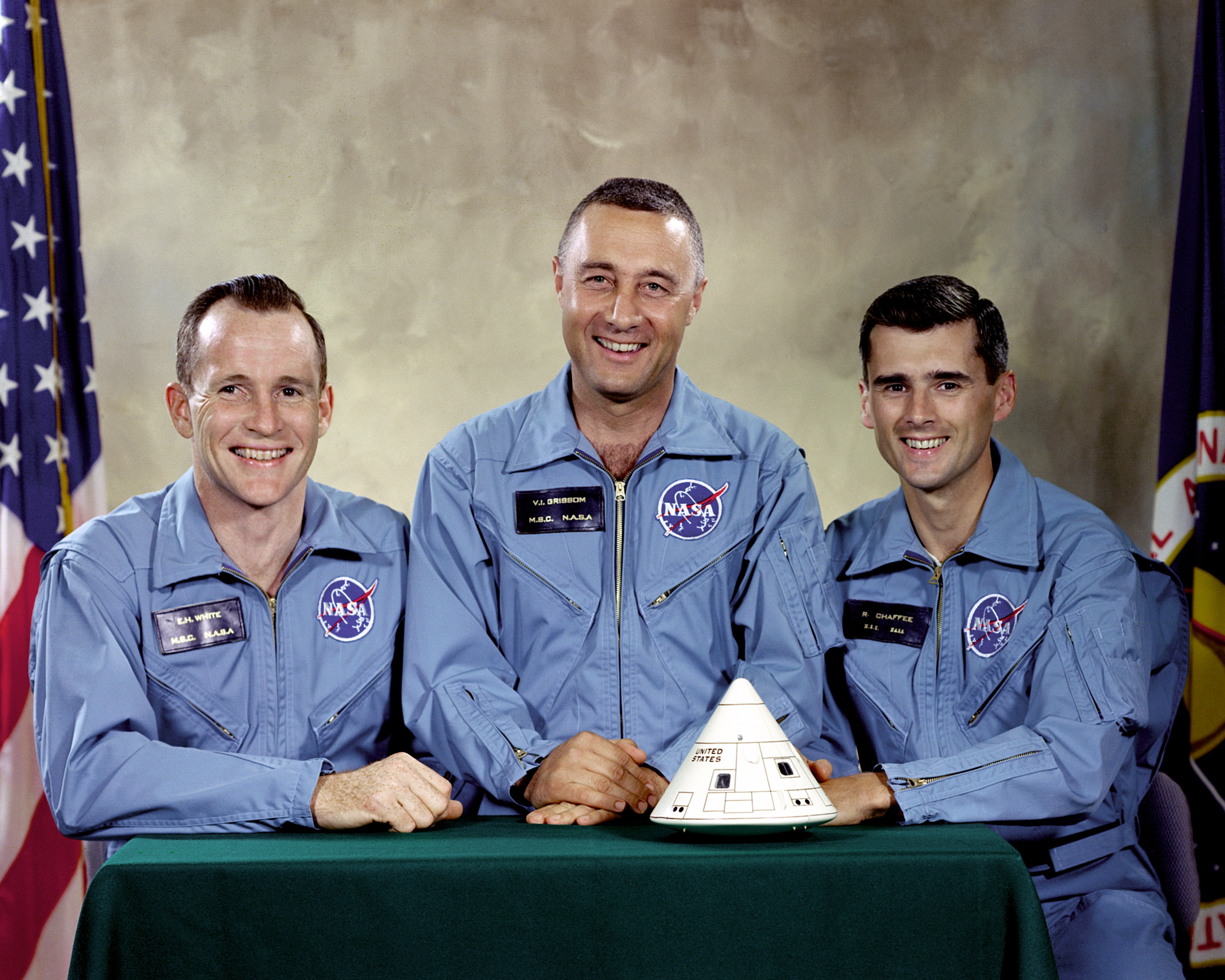
Apollo-1-Crew (v. l. n. r. Ed White, Gus Grissom und Roger Chaffee)

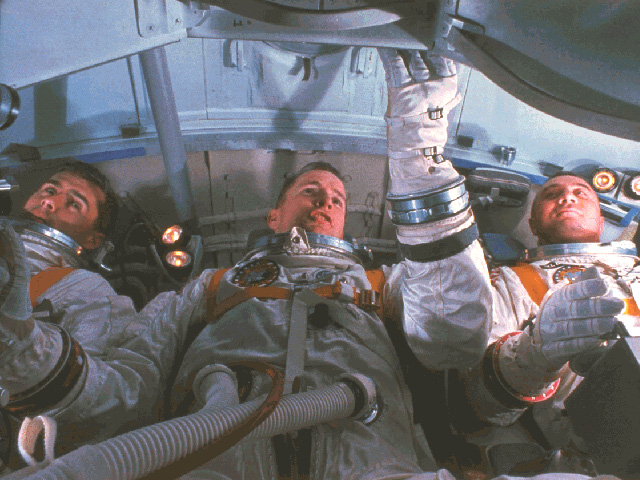
Apollo-1-Crew im Simulator (v. l. n. r. Roger Chaffee, Ed White, Gus Grissom)

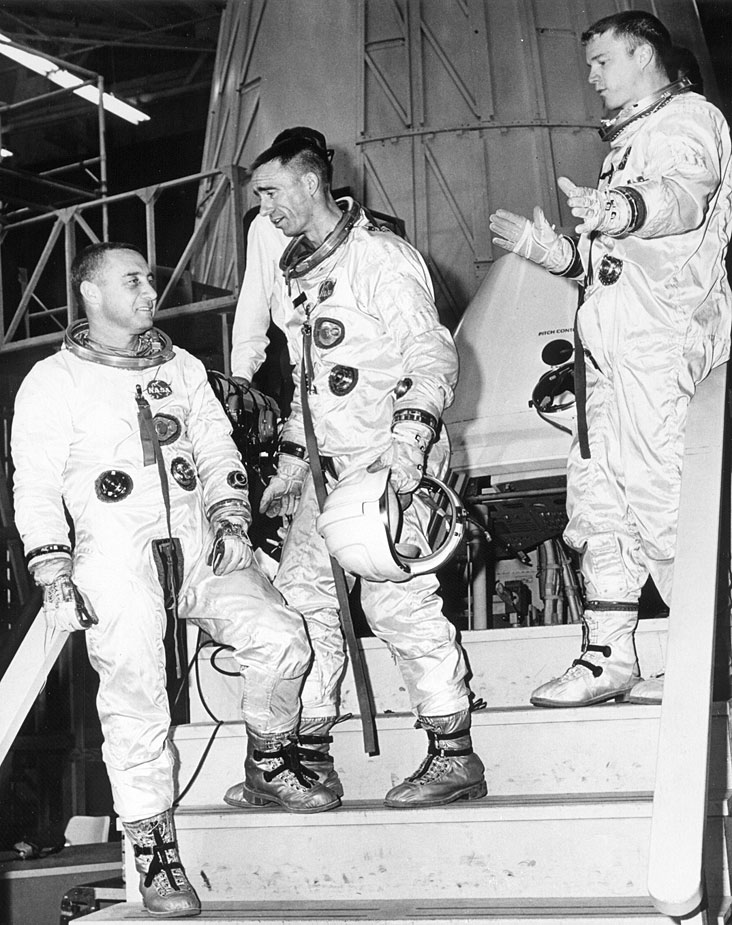
Grissom (links) mit den Reserveastronauten Cunningham (Mitte) und Schweickart (rechts)

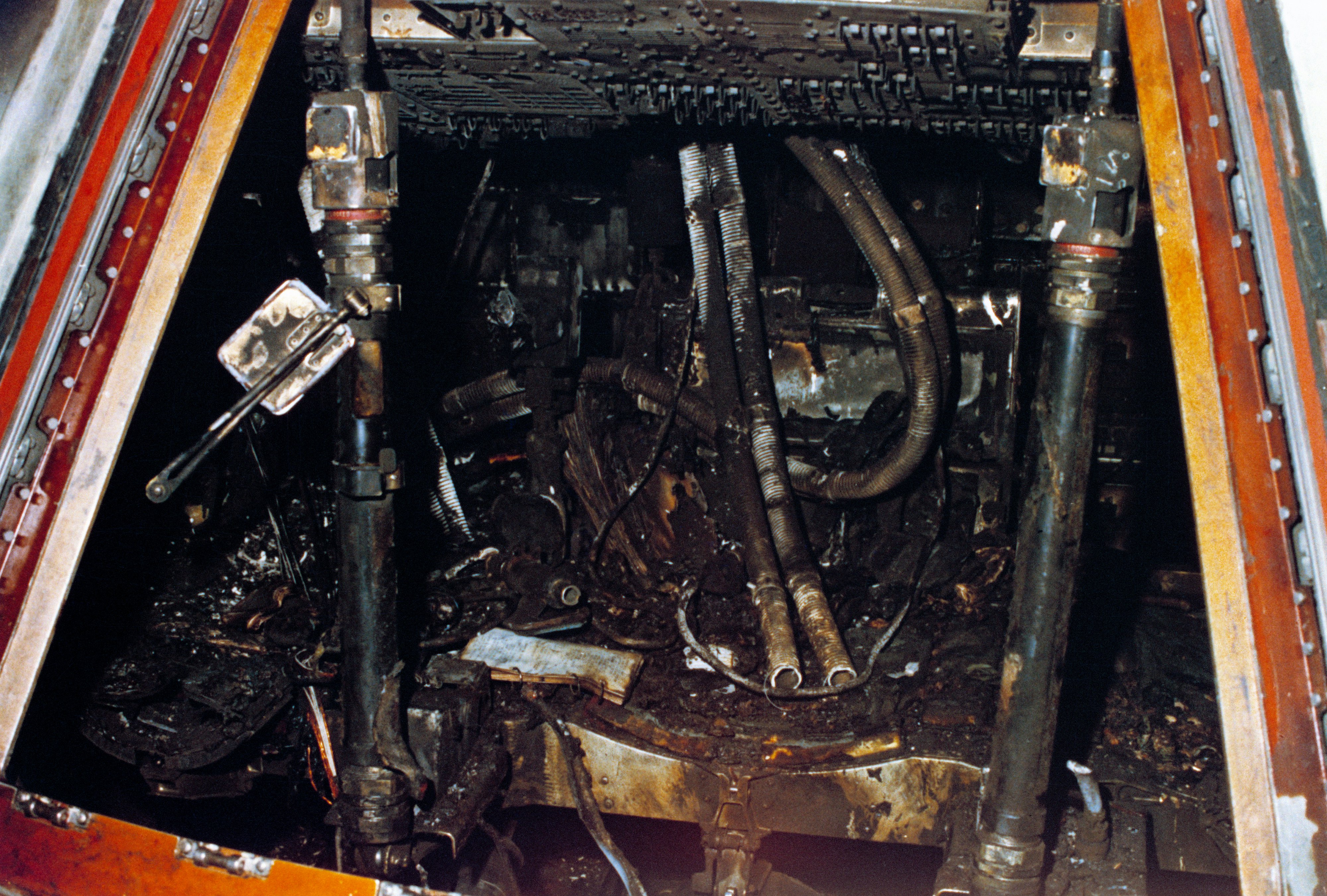
Das Innere der Kapsel nach dem verheerenden Feuer

Das Apollo-Raumschiff war aber bei weitem noch nicht so ausgereift wie das Gemini-Vorgängermodell, sodass die Techniker und Astronauten unter Hochdruck an der Fertigstellung des ersten Apollo-Raumschiffs (Seriennummer 012) arbeiteten, da man in den 1960er-Jahren unbedingt auf dem Mond landen wollte, wie es der ehemalige Präsident der USA, John F. Kennedy, 1961 versprochen und öffentlich verkündet hatte. Gleichzeitig vermutete man in den Vereinigten Staaten, dass die Sowjetunion auch eine bemannte Mondlandemission in der Planung hatte, was auch der Fall war, wie nach dem Zusammenbruch der Sowjetunion von dort zu erfahren war. Als Apollo-Saturn-204 (AS-204) sollte die Mission im Frühjahr 1967 stattfinden.
Das Design des Apollo-Raumschiffs war noch nicht ausgereift und ständig wurden noch Veränderungen vorgenommen. Raumschiff und Simulator waren nie auf dem gleichen Stand. Aus Verärgerung hängte Grissom im Laufe des Jahres 1966 eine Zitrone an den Simulator.

#### Das Unglück von Apollo 1 und Tod
Einer der wichtigsten Tests fand am 27. Januar 1967 auf der Cape Canaveral Launch Complex 34 in Cape Canaveral statt. Die gesamte Besatzung, Edward H. White, Roger B. Chaffee und Gus Grissom nahmen in der Kommandokapsel Platz, um einen Plugs-Out-Test durchzuführen. Während des Tests fing jedoch (wahrscheinlich durch einen Kurzschluss oder Lichtbogen) das Innere der Kapsel Feuer. Durch die Verwendung von reinem Sauerstoff mit leichtem Überdruck als Atmosphäre in der Kapsel breitete sich das Feuer innerhalb von Sekunden auf sämtliche brennbaren Materialien aus. Der Innendruck der Kapsel wurde durch die computergeregelte Sauerstoffzufuhr sofort erheblich erhöht. Alle drei Astronauten kamen dabei ums Leben, da die Luke weder von innen (zu hoher Innendruck durch das Feuer) noch von außen (keine Rettungsmannschaften direkt an der Kapsel) schnell genug geöffnet werden konnte. Die Luke, ohnehin nur für Block-I-Kapseln gedacht, wurde daraufhin vollkommen neu konstruiert sowie mehr als tausend weitere Änderungen am Raumschiff und seiner Verarbeitung vorgenommen. Die Ursprungskonstruktion der Luke war von der NASA so gedacht worden, dass ein weiterer Unfall, wie ihn Grissom mit der Liberty Bell 7 hatte, nicht mehr passieren sollte.
Grissom bemängelte nur Sekunden vor dem Feuerunfall, dass die Funkverbindung zum Kontrollzentrum mehr als schlecht sei und er sich nicht vorstellen könne, wie der Funkverkehr vom Mond aus funktionieren solle, wenn es zwischen diversen Häusern nicht einmal ordnungsgemäß klappe.
Der Start ihrer Mission war für den 21. Februar 1967 vorgesehen, also weniger als einen Monat nach dem verheerenden Test.
Grissom ist auf dem amerikanischen Nationalfriedhof Arlington bei Washington D.C. in Sektion 3 neben Roger B. Chaffee mit einem Staatsbegräbnis beigesetzt worden, an dem der damalige US-Präsident Lyndon B. Johnson persönlich teilnahm und als erster Trauergast der Witwe kondolierte. Grissoms Sarg begleiteten dabei die sechs verbliebenen Mitglieder des Mercury-Programms und sein Pilot von Gemini 3, John Young. Grissom liegt in kürzester Entfernung zu Thomas E. Selfridge beerdigt, dem ersten amerikanischen Todesopfer eines Flugzeugunglücks. 
Grissom hatte in seiner Dienstzeit bei der US Air Force und der NASA über 4600 Flugstunden hinter sich gebracht, davon etwa 3500 in Jets. Sein letzter Dienstgrad war Oberstleutnant der Luftwaffe.
Am 1. Oktober 1978 wurde Grissom postum die Congressional Space Medal of Honor verliehen, als einem von sechs Astronauten bei deren Erstvergabe und als erstem Astronauten postum.

## Erster Mensch auf dem Mond?

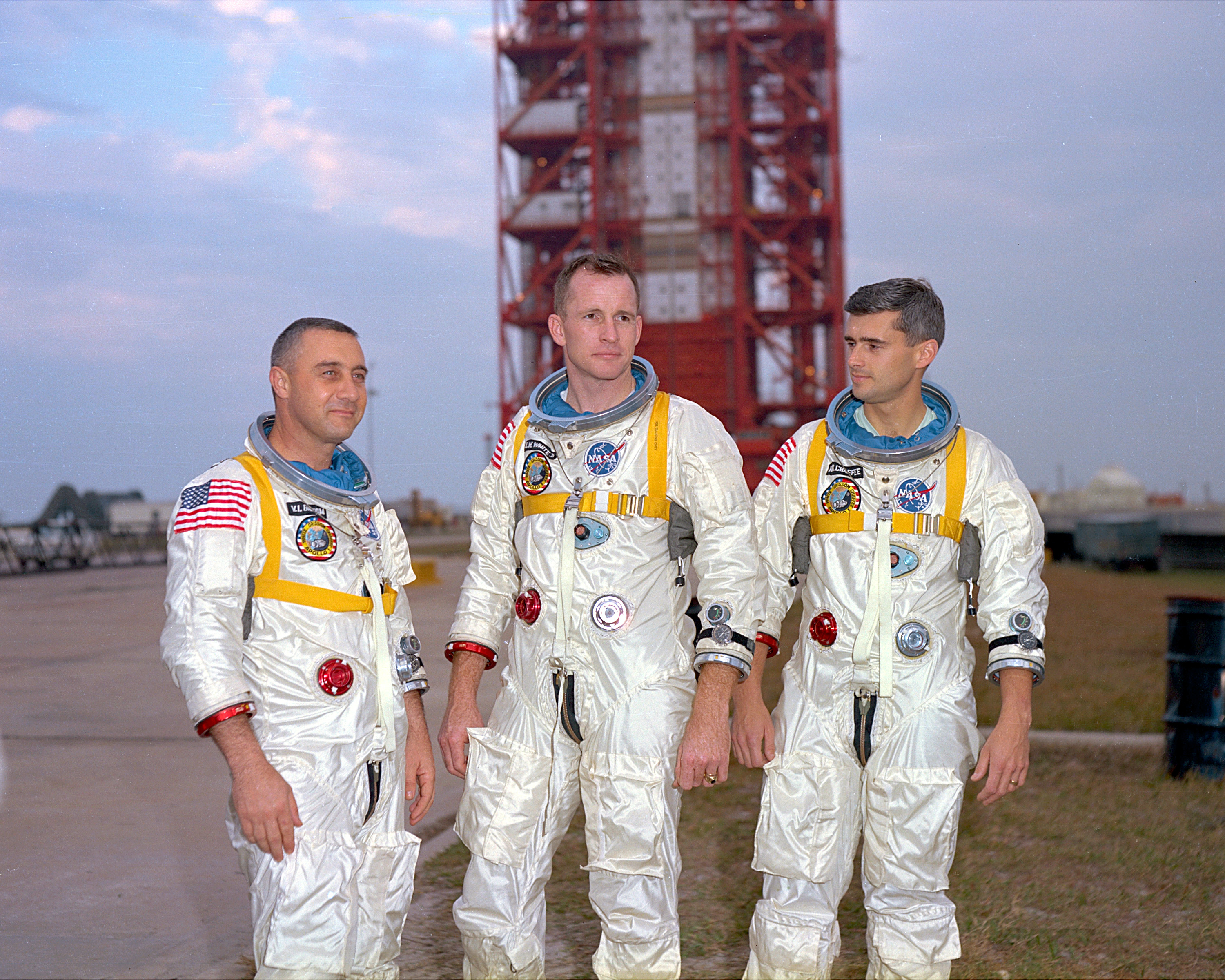
Die Apollo 1 Crew – v. l. n. r. Grissom, White und Chaffee vor der Abschussrampe in Cape Canaveral ein paar Tage vor dem Unglück bei einer Pressevorstellung

Aufgrund seiner Leistungen im Mercury-, Gemini- und Apollo-Programm hätte Grissom eine ziemlich große Chance gehabt, ausgewählt zu werden, als erster Mensch den Mond zu betreten. Deke Slayton, sein enger Freund aus Testpilotentagen und Mercury-Kamerad, der die Astronautencrews für das Apollo-Programm zusammenstellte, schrieb 1994 in seiner Autobiographie Deke!, dass er wollte, dass ein Astronaut des Mercury-Programms der erste Mensch auf dem Mond hätte sein sollen, und hätte Grissom zu dieser Zeit noch gelebt, wäre er es geworden. („Had Gus been alive, as a Mercury astronaut he would have taken the step“ – Wenn Gus noch am Leben gewesen wäre, hätte er als Mercury-Astronaut diesen Schritt getan.)
Alan Shepard war zur Zeit der ersten Mondlandung aus medizinischen Gründen fluguntauglich; John Glenn durfte auf Wunsch von US-Präsident Kennedy nicht mehr fliegen, da er als amerikanischer Held keiner Gefahr im Weltraum mehr ausgesetzt werden sollte; Scott Carpenter bekam nach seiner Mercury-Mission seitens der NASA keinen neuen Raumflug mehr zugewiesen und war bereits aus dem aktiven Astronautenteam ausgeschieden; Walter Schirra hatte seine Weltraumkarriere mit Apollo 7 beendet und Gordon Cooper war ein schwieriger Charakter, der wenig als neues Aushängeschild der NASA geeignet gewesen wäre und nach Gemini 5 ebenfalls für keine Weltraummission mehr eingeplant wurde. Deke Slayton schließlich war immer noch fluguntauglich und hätte auch keinerlei Weltraumerfahrung gehabt. So wäre nur Grissom als einziger Mercury-Veteran für die erste Mondlandung verfügbar gewesen. Nach seinem Tod wurde durch diverse Planänderungen und Missionsstreichungen Neil Armstrong die Ehre zuteil, die ersten Schritte eines Menschen auf dem Mond zu unternehmen. Er tat dies am 21. Juli 1969, auf den Tag genau acht Jahre, nachdem Virgil Grissom mit der Liberty Bell zu seinem Jungfernflug ins All aufgebrochen war.

## Zusammenfassung der Raumflüge
| Nr. | Mission            | Funktion   | Flugdatum              | Flugdauer   |
| --- | ------------------ | ---------- | ---------------------- | ----------- |
| 1   | Mercury-Redstone 4 | Kommandant | 21. Juli–21. Juli 1961 | 0h 15min    |
| 2   | Gemini 3           | Kommandant | 23. März–23. März 1965 | 0d 4h 52min |

## Resümee
Grissom war zum Zeitpunkt seines Todes einer der erfahrensten und berühmtesten Astronauten der NASA. Dass ihm als erstem Astronauten ein zweiter Jungfernflug angetragen wurde und er als erster Astronaut auf den Mond sollte, zeugt von seiner herausragenden Stellung innerhalb der Astronautenmannschaften der NASA. Selbst der Untergang der Liberty Bell 7 konnte seine steile Karriere nicht aufhalten. Der Rückschlag, den die NASA nach Apollo 1 hinnehmen musste, und das weltweite Medienecho zeugen noch heute von seiner Bedeutung.

## Besonderheiten und Rekorde
- Zweiter Amerikaner im All (Mercury-Redstone 4)
- Erster Mensch mit zwei Raumflügen (Gemini 3)
- Erster Mensch, der zwei Raumfahrzeuge gesteuert hat (Mercury-Redstone 4 und Gemini 3)
- Erster Mensch, der für drei Raumflüge vorgesehen war (Apollo 1)
- Der Mensch, der mehrfach im Weltall war und die geringste Zeit dort verbrachte mit insgesamt fünf Stunden und sieben Minuten (Mercury-Redstone 4 und Gemini 3)
- Zählt gemeinsam mit Edward White und Roger Chaffee zu den ersten Todesopfern an Bord eines Raumschiffs (Apollo 1)
- Erster Astronaut, dem die Congressional Space Medal of Honor postum verliehen wurde

## Privat
Zu Grissoms Hobbys zählte unter anderem Fischen und Jagen, sowie Skifahren, Wasserskifahren und das Segeln, außerdem war er ein enthusiastischer Handballspieler.
Kurz vor seiner ersten Mission verzichtete er auf das Wasserskifahren eine Zeit lang, damit er nicht Gefahr lief, sich zu verletzen und so seine eigene Mission gefährden würde. Wie die meisten Astronauten der ersten Auswahlgruppen hatte auch Grissom einen Hang zu schnellen Autos, er fuhr privat eine Chevrolet Corvette. Grissom war ein guter Zuhörer und sagte nur etwas, wenn er wirklich etwas zu sagen hatte. Er war aber ebenso für seinen schrägen Humor bekannt.
Grissom war Mitglied im Bund der Freimaurer in der Mitchell Lodge No. 228 in seiner Heimatstadt Mitchell.

## Ehrungen

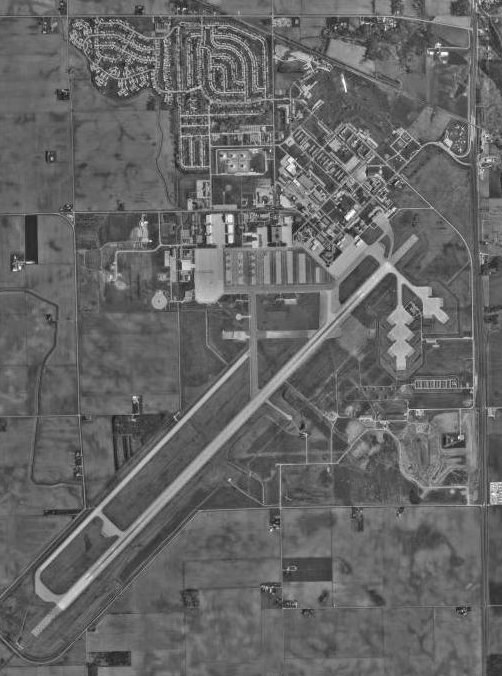
Grissom Airport

- 1970 wurde ein Mondkrater nach ihm benannt.[11]
- 1978 wurde Grissom posthum die Congressional Space Medal of Honor verliehen
- 1981 wurde der Asteroid (2161) Grissom nach ihm benannt.[12]
- 1987 wurde Grissom in die National Aviation Hall of Fame aufgenommen, in der nur wenige Astronauten Mitglied sind.
- Weiterhin ist er Mitglied der Astronaut Hall of Fame.
- Der Flughafen der Stadt Bedford, Indiana, ist nach ihm benannt worden.
- Die frühere Bunker Hill Naval Air Station im Bundesstaat Indiana ist am 12. Mai 1968 nach Grissoms Ableben in Grissom Air Force Base umbenannt worden.
- Seine Geburtsstadt Mitchell errichtete ihm zu Ehren ein Monument, das in Form einer Rakete aus Stein gestaltet ist.
- Nach Gemini 3 wurden von Paraguay, Guinea und auch vom Jemen eine Briefmarke mit den beiden Astronauten herausgegeben.
- Nach Apollo 1 wurde vom Jemen wiederum eine Briefmarke mit der Crew herausgegeben und ein Briefmarkenblock mit den drei Astronauten darauf erschien in Mauretanien.
- Der Stern Epsilon Cassiopeiae wurde Navi benannt, „Ivan“ rückwärts. Grissom und seine Crew benutzten den Stern zur Kalibrierung ihrer Geräte und meldeten den Namen als Witz, so dass er zu diesem Namen kam.[13]
- Grissom Hill, 7,5 Kilometer südwestlich vom Columbia Memorial Station auf dem Mars gelegen, wurde als Teil der Apollo 1 Hills nach ihm benannt.
- Sein Name ist auf der Metallplatte des Fallen Astronaut, dem einzigen Kunstwerk auf dem Mond, aufgeführt.
- Es gibt die Virgil I. Grissom Library in Newport News, Virginia.[14]
- Mehrere Schulen wurden nach ihm benannt.
- Grissom Hall, eine Ingenieursfakultät seiner University, der Purdue University, ist ebenso nach ihm benannt.
- Ebenso die Grissom Hall des Florida Institute of Technology.
- Auch das Grissom Dining Facility der Misawa Air Base in Japan trägt seinen Namen.
- Der Virgil „Gus“ Grissom Park in Fullerton, Kalifornien trägt ebenso seinen Namen.[15]
- Eine unbewohnte Insel beim Long Beach Harbor in Kalifornien trägt auch noch seinen Namen.

## Astronaut Hall of Fame

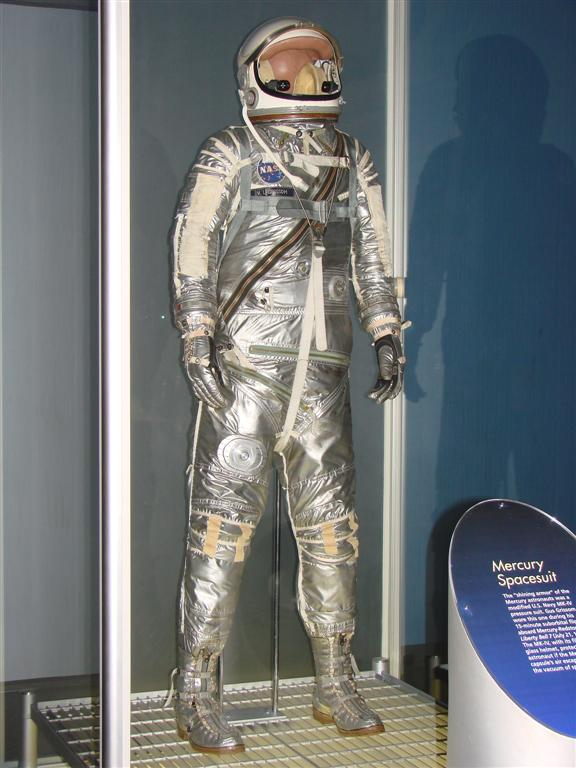
Grissoms Raumanzug seiner Mercury-Mission in der Astronaut Hall of Fame

Zu Beginn der Astronaut Hall of Fame waren der Raumanzug und andere Ausstellungsstücke von der Mission Mercury-Redstone 4 von Virgil Grissom ausgestellt. Nach der Insolvenz der Astronaut Hall of Fame gab es ein gerichtliches Nachspiel um das Eigentum an diesen Missionsgegenständen, da die Familie von Gus Grissom der NASA nicht erlauben wollte, diese Dinge in ihr Eigentum zu übernehmen.

## Trivia
- Einem Interview mit dem US-amerikanischen Schauspieler William Petersen zufolge wurde seine Rolle in CSI, Gil Grissom, nach Virgil Grissom benannt. Ursprünglich sollte die Figur Gil Scheinbaum heißen.
- In der Serie Thunderbirds existiert ein Charakter mit dem Namen Virgil Tracy, der in Anlehnung an Grissom so benannt worden ist.
- In dem Film Der Stoff, aus dem die Helden sind von 1983 von Philip Kaufman spielt der Schauspieler Fred Ward Virgil Grissom.
- In dem Film That Thing You Do! von 1996 von Tom Hanks spielt der Schauspieler Bryan Cranston in einer kleinen Nebenrolle Virgil Grissom.
- In dem Film Apollo 13 von 1995 von Ron Howard mit Tom Hanks spielt der Schauspieler Steve Bernie in einer sehr kleinen Nebenrolle ohne Text Virgil Grissom.
- In dem Star-Trek-Film Star Trek III: Auf der Suche nach Mr. Spock ist das Raumschiff U.S.S. Grissom nach Virgil Grissom benannt.[17]
- In dem Film Aufbruch zum Mond (2018) wird er von Shea Whigham dargestellt.

## Zitate
- „If we die, we want people to accept it. We're in a risky business, and we hope that if anything happens to us it will not delay the program. The conquest of space is worth the risk of life.“ (Wenn wir sterben sollten, möchten wir, dass die Menschen es akzeptieren. Wir sind in einem risikoreichen Beruf und hoffen, dass wenn uns irgendetwas passiert, das Programm nicht verzögert wird. Die Eroberung des Weltraums ist es wert, Leben zu riskieren.) (bei einer Pressekonferenz in der Zeit des Apollo-Programms)[18]
- „I said how are we going to get to the moon if we can't talk between two or three buildings …“ (Ich sagte, wie wollen wir auf den Mond kommen, wenn wir nicht in der Lage sind zwischen zwei oder drei Gebäuden zu reden (funken)) (die letzten überlieferten Worte Grissoms eine Minute vor Beginn des Feuers in der Apollokapsel)[19]